# Колонистский парк
Колонистский парк — петергофский пейзажный парк площадью 29 га. Колонистский парк был создан по проекту архитектора А. И. Штакеншнейдера в правление Николая I. Особую роль в создании парка играл главный садовый мастер Петергофского дворцового правления П. И. Эрлер. Границами Колонистского парка являются: с южной стороны — Эрлеровский бульвар, с восточной — ул. Бородачева, с севера — набережная Ольгина пруда, с запада — Самсониевский пруд канал.
Название парка «Колонистский» появилось из-за того, что к его южной границе примыкала Александрийская немецкая колония. Она была перенесена в это место в 1833 году. Колонию назвали в честь императрицы Александры Фёдоровны.
По соотношению пространств, занятых водой и сушей, и по той исключительной роли, какую играла вода в формировании пейзажных картин Колонистского парка, его следует причислить к особому довольно редкому типу ландшафтной композиции, а именно к гидропаркам. Основу его композиционной структуры составляет Ольгин пруд, берега которого обсажены ивами. Понимая, что городские застройки могут нарушить поэтическую уединенность и естественную прелесть озерного ландшафта, создатели окружили парк своеобразными «зелеными» ширмами, или заслонами, в виде аллейных, групповых и ленточных посадок. Живые заслоны затрудняют зрительную связь с городом и тем самым способствуют концентрации внимания посетителей на пейзажах внутри парка.
Колонистский парк — это один из парков, расположенных вдоль водовода. Ольгин пруд, вырытый в 1837—1838 гг., является частью водопроводящей системы Петергофа, которая снабжает фонтаны Нижнего парка водой. Долгое время этот пруд служил источником питьевой воды для города.
Колонистский парк появился вследствие желания императора облагородить вид Петергофа, при этом став «хранилищем» двух удивительных ансамблей: Царицына и Ольгина островов, где расположены павильоны с садами. Благодаря проведенным реставрационным работам эти ансамбли доступны для посещения туристами с 2005 г. в летний сезон (с конца мая по начало октября). Разнообразные по художественному оформлению и эмоциональному воздействию, они и сейчас никого не могут оставить равнодушными.

## История

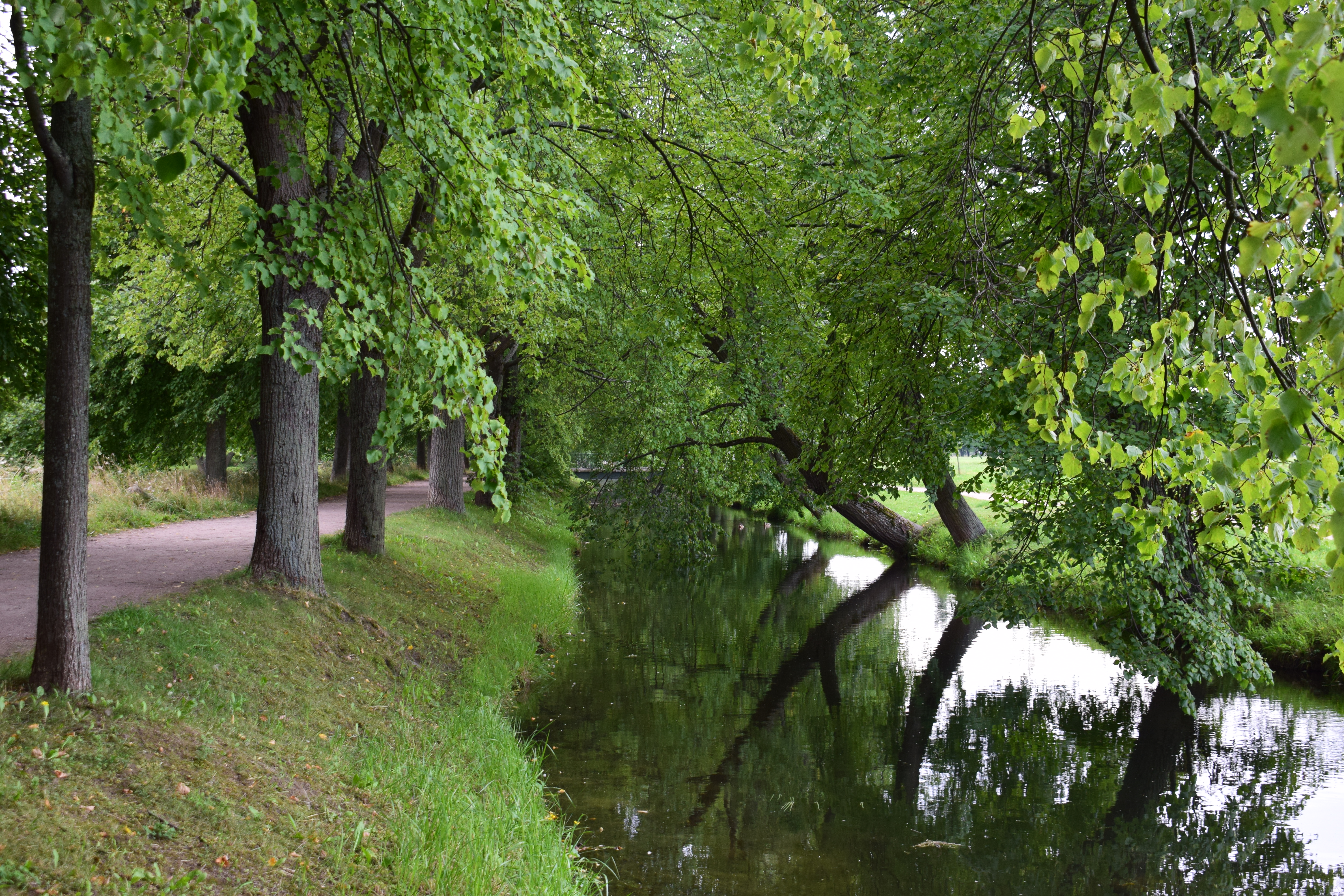
Сампсониевский водовод

До появления парка на его месте находилось Охотное болото, где водилось много разнообразной дичи. Её разрешалось стрелять только членам императорской фамилии и представителям Высочайшего двора. В начале 30-х годов XIX века появляются планы по осушения болота, которые претворили в жизнь в 1837 г. На месте болота появляется пруд, названный: «Ольгиным» в честь средней дочери императора — великой княгини Ольги Николаевны.
На пруду создали два искусственных острова. Восточный остров Николай Павлович решает подарить своей супруге императрице Александре Фёдоровне. Это был подарок, связанный с 25-летием семейной жизни императорской четы. Работы проводились в период с 1842 по 1844 года. На острове был построен павильон в «помпейском вкусе», разбит сад с цветниками, украшенный роскошными цветниками, фонтанами и скульптурой. Ансамбль воплощал мечту императрицы увидеть Италию. 6 августа 1844 г. впервые императорская семья посетила остров, прибыв на пароме. Великий князь Константин Николаевич записал в тот день в своем дневнике: «В воскресенье, шестого числа, после обедни Папа подарил Мама новый Царицын остров, и на нём греческий дом, с бездной фонтанов, пергола и разные разности, что в самом деле чудесно (но оно стоит миллион двести тысяч <…>). Мы там завтракали…».
Западный остров отдали В. Трувеллеру, который выстроил на нём деревянный павильон и устроил сад. Напротив острова сохранилось здание его усадьбы. В 1845 году Николай I решил выкупить остров обратно. Трувеллер узнал об этом и изъявил желание вернуть его безвозмездно, но император не принял подарок. Было приказано оценить остров, который в итоге выкупили за 3000 руб. Остров стал подарком ко дню тезоименитства Ольги Николаевны — к 11 июля 1845 г. На нём решили выстроить павильон и разбить сад. Создание нового петергофского сооружения связано с итальянским путешествием императорской четы. Оно состоялось в 1845—1846 гг. и стало их первым посещением Италии, а для Николая I — и единственным. Созвучие имени великой княжны, которую в семье называли Олли, и названия местности около Палермо — Олливуца, где на вилле Бутера провели несколько счастливейших месяцев своей жизни императрица с дочерью, казалось удивительным и не случайным. Новый павильон поначалу называли «Итальянский домик» или «Олливуца», название: «Ольгин» — он приобрел позже, сам остров в семье носил имя «Палермо». Именно в Италии решился вопрос о замужестве Ольги Николаевны с наследным принцем Карлом Вюртембергским. Строительство павильона продолжалось с 1846 по 1848 гг.
В 1845 г. с южной стороны пруда появляется насыпная горка, вокруг которой посадили 15 дубов. На вершине разместили чугунную скамью, изготовленную в мастерской Ч. Берда. Через некоторое время на месте скамьи установили гальванопластическую копию скульптуры П. А. Ставассера «Нимфа и сатир», окрашенную в чёрный цвет. У гостей и жителей Петергофа скульптура ассоциировалась с чертом, и возвышение получило название: «Чёртова горка». Скульптуру несколько раз сбрасывали, поэтому в конечном итоге её перенесли к подножию каскада «Шахматная гора».
В 1845 году был вырыт ещё один небольшой пруд и создан маленький островок. На нём садовник П. И. Эрлер выпустил 15 пар кроликов.
Ольгин пруд также был украшен скульптурой. В воде между островами разместили гальванопластическую копию, окрашенную в белый цвет, скульптуры П. А. Ставассера «Русалка». К сожалению, эта скульптура не сохранилась. Ещё одна скульптура находилась западной стороны Ольгина павильона — эта была копия работы К. М. Климченко «Нарцисс».
На Царицын и Ольгин острова были устроены паромные переправы. Также попасть на остров можно было на лодках и гондолах, что ещё более усиливало его романтическую изолированность. 
Острова служили местом уединения императорской четы, здесь устраивали завтраки и полдники. Иногда проводились приемы, на которые приглашали представителей императорского двора, иностранных посланников, заграничных родственников императорской фамилии. Ансамбли включали в программу иллюминационных праздников. Традиция праздников на островах, заложенная Николаем I была продолжена его преемниками. Во второй половине XIX века в Колонистском парке прошло 6 грандиозных праздников в честь дня рождения императриц и визитов высоких гостей. Эти праздники проводились в честь короля Швеции и Норвегии Оттокара II, короля Пьемонта Умберто, короля Дании Христиана, короля Румынии Кароля I и короля Греции Георга, императора Германии Вильгельма II. Каждый раз сооружались временные «воздушные» театры на Ольгином острове. Приглашался ограниченный круг лиц — послы и посланники с семьями, члены свиты, офицеры полков, располагавшихся в Красном селе и Петергофе, всего от 300 до 400 человек. Балетные представления продолжалось 40—50 минут. Затем гости катались на иллюминированных лодках, а на Царицыном острове для них устраивалось угощение и играла музыка. Острова, павильоны, пруд и парк, освещенные сотнями тысяч огней иллюминации, превращались в огненную декорацию.

## Царицын остров

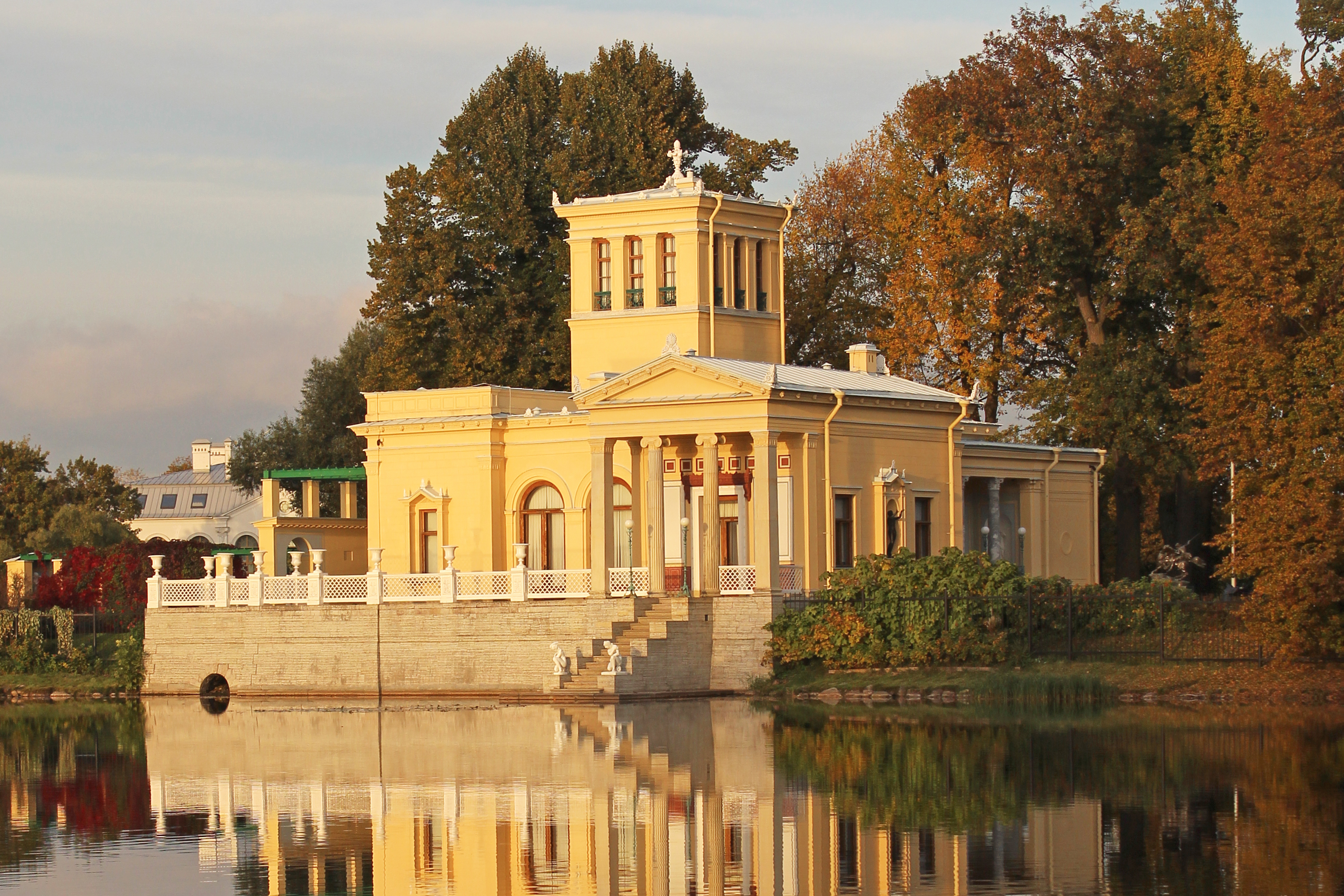
Царицын павильон

Царицын остров с павильоном был сооружен по проекту А. Штакеншнейдера в 1842—1844 годах. Император Николай I подарил его своей супруге Александре Федоровне. В оформлении и планировке павильона и сада отразилось её увлечение архитектурой древнеримских Помпей. Однако Штакеншнейдер не слепо копирует формы помпейской архитектуры, а творчески их интерпретирует, приспосабливая к северному климату и требованиям заказчиков.
Царицын павильон — асимметричное в плане здание, завершенное трехэтажной башней с наружной лестницей. Каждый фасад здания имеет свой неповторимый облик. Восточная сторона оформлена в виде глухой рустованной стены, что напоминает дома древних помпейцев, которые строились с глухими наружными стенами без окон, защищавшими от жары. Внешние стены здание выкрашены в песчаный цвет, что прекрасно гармонирует с окружающей зелёной растительностью и напоминает об итальянских домах, которые обычно строили из натурального камня. Западный фасад напротив открыт воде и солнцу. Здесь расположена терраса с балюстрадой и спуск к воде, оформленный в виде портика. С северной стороны расположен вход на трехэтажную башню, где находится кабинет императора Николая I. Здесь устроен Внутренний садик — вариация на тему античного перистиля — закрытого внутреннего дворика в помпейских домах. С южной стороны находится главный вход в павильон. Знаменитый писатель Александр Дюма, посетивший павильон в 1858 г., писал: «…Парадный вход великолепен, можно подумать, будто вступаешь в дом поэта в Помпее. Внутреннее убранство прелестно и оформлено с большим вкусом».
Интерьеры Царицына павильона украшены разными сортами мрамора, орнаментальными росписями в помпейском вкусе. Особо ценными видами отделки являются подлинная помпейская мозаика из Мальмезонской коллекции и византийские колонны XIII века. Внутри павильона действует фонтан, украшенный цветами. Неразрывной частью интерьеров является мебель, выполненная по рисункам А. И. Штакеншнейдера в мастерской братьев Гамбс (в настоящее время воссозданная). Множество круглых столиков с мраморными, мозаичными столешницами являются яркими примерами декоративно-прикладного искусства Италии и России XVIII—XIX веков. Особенно широко представлена в павильоне мелкая бронзовая пластика итальянских, немецких, французских мастеров XIX века. Специально для павильона на Императорском фарфором заводе были заказаны Этрусский и Коралловый сервизы, которые демонстрируются в экспозиции.
В единстве с архитектурой и внутренней отделкой павильона решен сад, разбитый П. И. Эрлером. Перед главным входом в павильон находится Южный садик. Главное место здесь занимает партер, оформленный как античный ксист, то есть плоский сад-цветник. Такие цветники подчинялся планировке и архитектуре здания и составлял с ним единое целое. Появление таких цветников — отражение общеевропейской тенденции «музейного» отношение к садоводству. Особый выразительный эффект и необычайную цельность этой части острова придает Большая мраморная скамья, украшенная копиями с антиков: статуями Цереры с Флорой и бюстами Юпитера с Юноной. Композиционным центром сада является бассейн с фонтаном-клош, в который, как в XIX веке, помещают живые цветы. Над фонтаном возвышается «Нарцисс» — статуя работы К. М. Климченко 1846 г. Бронзовая пластика, украсившая Южный садик, являлась «подарками» Александре Федоровне от её брата прусского королям Фридриха Вильгельма IV. Скульптура «Амазонки, сражающейся с барсом» на пьедестале из сердобольского гранита — копия работы прусского скульптора Августа Кисса. Статуя «Молящегося мальчика» — копия с античного оригинала III в. до н. э.- эффектно выделяется на фоне песчаной ниши фасада (обе скульптуры воссозданы). Ещё один подарок от прусского монарха — «Девушка, смотрящая в даль» мраморная работа Г. Бергеса 1851 г. — расположена в нише лоджии.
Особой оригинальностью отличается Внутренний садик. Исторически в него помещали экзотичные растения, нехарактерные для северного климата. В XIX веке для их сохранения каждый год устраивалась оранжерея на месте сада. Под каменными плитами до сих пор сохраняется законсервированная печь, которую когда-то использовали для отопления. Сад украшен мраморными статуями и бюстами. Журчание воды от двух фонтанов придают этому уголку идеалистическое настроение. Из садика с западной стороны можно попасть на террасу, в углу которой помещена скульптура итальянского мастера Ц. Баруцци «Спящая Венера». Когда-то она находилась у Розового павильона Лугового парка, но после революции была перенесена на Царицын остров и чудом уцелела во время Великой Отечественной войны. Внутренний садик связан с Собственным садом императрицы Александры Федоровны длинной перголой, увитой виноградом. В перголе расположена одна из лучших скульптур острова работы русского мастера Н. С. Пименова «Нищий» или «Мальчик, просящий милостыню».
Собственный садик императрицы оформлен в виде партера правильной геометрической формы, напоминающей яркий разноцветный ковер. Ароматы роз напоминают о хозяйке острова, которую называли «Белая роза». Александра Фёдоровна считала этот цветок своим символом, и это как нельзя лучше отображало её романтическую, застенчивую и отчасти непонятую многими современниками натуру, душу, по выражению В. А. Жуковского «чистую, простую, исполненную глубокого чувства». В центре Собственного садика Александры Федоровны размещена коринфского ордера колонна, составленная из белых и голубых матовых стеклянных трубок. Изготовленные по заказу короля Пруссии Фридриха Вильгельма IV архитектором Л. Ф. Гессе, три колонны стали королевскими подарками супруге, сестре и кузине. Колонна, преподнесенная супруге, королеве Елизавете Людовике, была установлена в частном королевском саду Марли в Потсдаме. Колонна, отправленная в Баварию двоюродной сестре Марии, супруге баварского короля Максимилиана II, заняла свое место в центре сада на острове Роз. В 1854 году в Петергоф была доставлена третья колонна — подарок любимой сестре, императрице Александре Федоровне, на день рождения. «Хрустальные» колонны подчеркнули единство трех садов, трех образов рая для их владельцев. Колонны имели общей и дальнейшую судьбу. Во время второй мировой войны они погибли, но благодаря инициативе и трудам мюнхенского архитектора Ютты Кривитц в 1999—2001 гг. их возродили на средства спонсоров.
Ещё одна характерная деталь сада на острове — это «руина». Для её создания архитектором были использованы детали от разобранного Исаакиевского собора А. Ринальди, на месте которого О. Монферран возвел новый собор: это обломки мраморных колонн и гигантских капителей. Центральное место композиции занимает торс от статуи «Религия» (1718—1719) Антонио Коррадини.
Восточному фасаду соответствует пейзажная часть сада. Эта часть сада устроена без каких-либо черт регулярности — только извилистые дорожки. Рядом с их поворотами в местах их соединения размещены группы кустарников и деревьев. В восточной части острова растен знаменитый дуб Вашингтона, посаженный лично императором Николаем I в 1842 г. Желудь был привезен с могилы американского президента из имения Маунт-Вернон. По велению Александры Федоровны после смерти супруга в 1855 г. возле дуба была устроена золоченная корзинка и высажены незабудки и анютины глазки — цветы памяти и любви супругов.
Одна из дорожек обрамляет остров, то приближаясь к воде, то удаляясь от него, позволяя любоваться ансамблем с разных точек. Эффектность, законченность и выразительность всех видов созданы точным соотношением размеров острова, павильона, пруда и высотой башни. В художественном облике Царицына острова с павильоном все имело большое значение, он мыслился как единый комплекс, который нельзя было лишить какой-то составной части.

## Ольгин остров
Западный остров, выкупленный у В.Трувеллера, является подарком Николая I его средней дочери — великой княгине Ольге Николаевне — ко дню её свадьбы и Карла Вюртембергского. Проекта павильона и сада вокруг разрабатывал А. И. Штакеншнейдер.

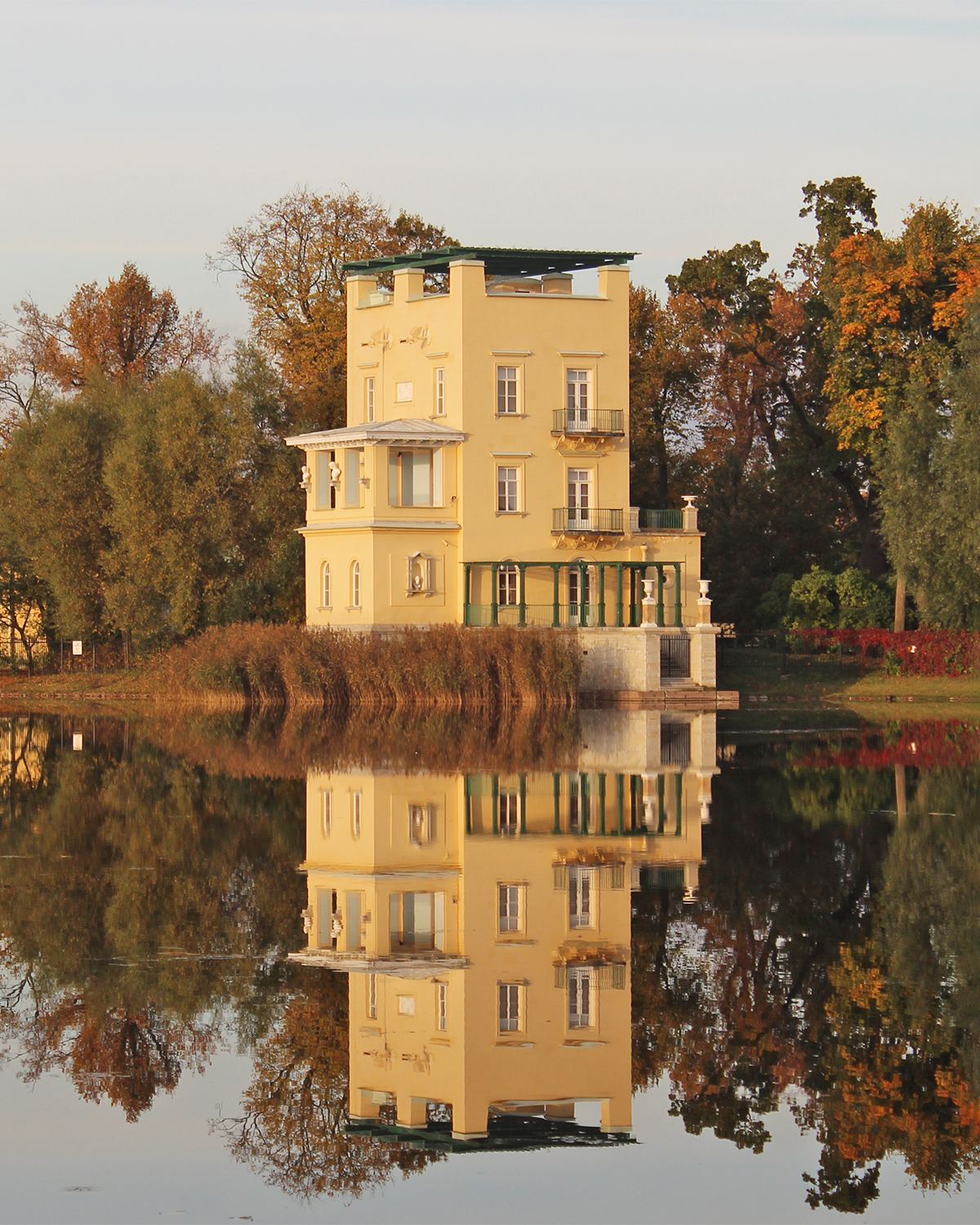
Ольгин павильон

Строительные работы на острове велись очень быстро: перепланировка территории, снос старых построек и создание нового сооружения — начались ещё до того, как остров был выкуплен у Трувеллера. К ноябрю 1845 г. были завершены все подготовительные и земляные работы. 29 мая 1846 г. из Палермо Штакеншнейдеру передают утвержденный план павильона, было приказано составить смету и немедленно приступить к строительству. К приезду Ольги Николаевны из Италии — к 1 июня 1846 г. — павильона был «окончен вчерне и подведен под крышу». К свадебным торжествам император велел затянуть интерьеры павильона расписными холстами «под штукатурку» в качестве временной меры. 12 июня 1846 г. «Государь при обозрении работ в Петергофе пожаловать изволил: рабочим, бывшим при отделке большого дворца и постройке домика в Итальянском вкусе на Ольгинском острове по 1 рублю серебром на человека…». Отделочные работы в павильоне, которые не успели выполнить к этой дате, продолжались в 1847—1848 годах. За строительство павильона император пожаловал архитектору брильянтовый перстень за 2000 рублей серебром.
По стилю Ольгин павильон напоминает виллы и сельские постройки в окрестностях Палермо. Павильон прост, но в то же время своеобразен по архитектуре. Это небольшое трехэтажное сооружение в виде башни, на высоком цоколе, как бы вырастающее из воды. На каждом этаже были устроены террасы, веранды или балконы. На второй этаж с восточной стороны ведет наружная каменная лестница, а на южном фасаде имеется спуск к воде, украшенный перголой, которую велела устроить императрица в 1849 г. На крыше была устроена видовая площадка, где Николай I следил через подзорную трубу за учениями своих войск, которые тогда размещались в окрестностях Петергофа.
Интерьеры павильона оформлены по единому принципу, отличия между ними не значительны. Для каждого зала выбрана своя цветовая гамма. Изюминкой интерьеров являются кессонированные потолки. Люстры в павильоне не предусмотрены — использовалось лишь естественное освещение. Потолок и стены украшают изящные орнаментальные росписи, которые напоминает оформление Царицына павильона. Нижняя часть стен у всех залов оформлена расписанными под мрамор панелями. Камины были воссозданы при помощи искусственного мрамора.
На первом этаже в Столовой посетителей, словно, встречает сама хозяйка — портрет великой княгини был исполнен П. Н. Орловым (1812—1865) в 1846 г. в Неаполе. Художник изобразил Ольгу Николаевну в счастливый момент влюбленности с букетом цветов в руках. В этом же интерьере — предметы из её приданного: фарфоровый сервиз императорского фарфорового завода и изделия серебряного мастера Г. А. Ланга 1840 г.. Эти произведения искусства вносили свой вклад в создание величавого образа Российской империи, показывая высокий уровень её культуры. «Итальянскую» тему поддерживают живописные произведения на стенах: акварели, гуаши, гравюры, масляная живопись. Это произведения XIX века, которые представляют природу и города Италии, местных жителей на их фоне — своего рода «открыточные» виды. Часто такие произведения покупали путешественники, туристы на память о месте, которое они посетили. Обстановка кабинетов Ольги Николаевны и Николая I прекрасно передает характеры этих исторических персонажей. Мебель, бронза, живопись, книги погружают в атмосферу 40-50-х XIX века.
У павильона был разбит пейзажный парк с извилистыми тропинками, свободно расположенными клумбами. Для устройства клумб, рабаток и цветочного садика на остров завозили «черную землю». Дорожка шла вдоль берега, повторяя его очертания, смыкаясь у стоящего на краю острова павильона. Вдоль дорожек с двух сторон была посажена «английская земляника», а также клубника, малина и смородина. У павильона и на его верхней площадке были посажены вьющиеся растения.
Сад на Ольгином острове отличается от сада на Царицыном острове, и в то же время составляет единое целое со всем ансамблем Колонистского парка. Свободно посаженные группы деревьев и кустов, обширные зеленые лужайки, извилистые дорожки, свисающие над водой ветви ив, вольно «разбросанные» цветочные клумбы создавали романтической настроение и напоминали об Элизиуме, саде Юлии в романе Ж.-Ж. Руссо «Юлия, или Новая Элоиза». Автор романа отмечал, что сад Юлии отражали до некоторой степени внутренний мир женщины, чуждый душевному смятению. Возможно, сад на Ольгином острове был своего рода пожеланием и напутствием дочери, выходящей замуж и покидающей Родину.
В центре луга установлена скульптура «Венера, снимающая сандалию», копия с работы И. П. Витали (1794—1854). Также в саду размещены две мраморные скамьи работы неизвестного мастера, исполненные по рисунку А. И. Штакеншнейдера. В дань уважения к создателю Колонистского парка на острове с 2005 г. демонстрируется бюст архитектора (современная копия с гипсового оригинала 1852 г. работы М. И. Румянцева). Бронзовый портрет А. И. Штакеншнейдера, установленный на газоне перед восточным фасадом Ольгина павильона, — единственный на сегодняшний день памятник выдающемуся архитектору эпохи историзма, создателю, в частности, ансамблей Царицына и Ольгина островов.
Образ рая прекрасно дополняют «райские птицы». В настоящее время на Ольгином острове содержат павлинов, золотых петушков и синих фазанов. На остров раньше можно было попасть благодаря паромной переправе и при помощи лодок и гондол. Как напоминание об этом на острове демонстрируется настоящая венецианская гондола. Она была подарена г. Венецией СПб к 300-летию со дня основания города.
Постепенно со времен царствования Николая I стала складываться традиция, устраивать на территории Колонистского и Лугового парков праздники. Сначала это были места для полдников и завтраков, но постепенно здесь стали проводить непохожие ни на что ранее мероприятия. Началось все с 1846 г. — года замужества Ольги Николаевны. Тогда в первый раз на островах была устроена иллюминация нового типа с использованием более 50000 цветных фонарей по образцу тех, какие император видел в Лазенках — своей резиденции в Варшаве. На следующий год император пожелал повторить этот замечательный праздник, что и произошло.
Ещё одна иллюминация в новых парках состоялась в 1851 г. Николай Павлович живо принимал во всем участие: начиная от выбора фигур, заканчивая разработкой маршрута следования гостей. Мероприятие было организовано в честь тезоименитства Ольги Николаевны, которая навещала в тот год своих родных.
Помимо иллюминации при Николае Павловиче в Петергофе закладывается традиция театральных представлений над водой. Сначала такие представления организовывали у павильона «Озерки». Известно, что в августе 1850 г. архитектору Н. Л. Бенуа было приказано составить смету для исчисления стоимости постройки «античного театра», такого же, как театр в Лазенках, который был создан при Станиславе Августе Понятовском. На желание монарха могли повлиять итальянские впечатления, ведь во время поездки он видел античные театры. Смета была составлена, но идея не воплотилась в жизнь.
Традиция праздников на островах, заложенная Николаем I была продолжена его преемниками. Во второй половине XIX века в Колонистском парке прошло шесть грандиозных праздников в честь дня рождения императриц и визитов высоких гостей. Эти праздники проводились в честь короля Швеции и Норвегии Оттокара II, короля Пьемонта Умберто, короля Дании Христиана, короля Румынии Кароля I и короля Греции Георга, императора Германии Вильгельма II. Принимали участие в этих спектаклях многие знаменитые артисты императорского балета, в том числе — М. Ф. Ксешинская и Т. Карсавина.